# 伏見宮貞清親王
伏見宮貞清親王（ふしみのみや さだきよしんのう）は、江戸時代初期の皇族。世襲親王家の伏見宮第10代当主。伏見宮第9代当主邦房親王第一王子。後陽成天皇の猶子。妃に宇喜多秀家の女で前田利長の養女、おなぐの方（おなくの方）。
慶長10年（1605年）12月24日に元服し、二品兵部卿に任ぜられる。
王子女
- 御息所：宇喜多秀家の娘
  - 王子：邦尚親王（1615-1653） - 第11代伏見宮
- 女房：安藤定元の娘
  - 王子：貞致親王（1632-1694） - 第13代伏見宮
- 生母：北野神人・民部焏本郷盛久女。家女房。顕寿院。
  - 王女：秀山松栄女王（1609-1662）
  - 王女：照子女王（安宮、1625-1707） - 徳川光貞室
  - 王女：梅子女王（七宮、1628-1680） - 久我広通室
  - 王女：顕子女王（浅宮、1640-1676） - 徳川家綱室
  - 王子：邦道親王（1641-1654） - 第12代伏見宮
  - 王女：仙嶽聖崇女王（1644-1670）